# Жуберт Араужо Мартинс
Жоуберт Араужо Мартинс (7. јануар 1975) бивши је бразилски фудбалер.

## Каријера
Током каријере играо је за Ботафого, Наполи, Гремио Порто Алегре, Фламенго, Сао Пауло, Флуминенсе, Васко да Гама и многе друге клубове.

## Репрезентација
За репрезентацију Бразила дебитовао је 1995. године. За национални тим одиграо је 11 утакмица.

## Статистика
| Бразил | Бразил | Бразил |
| Год.   | Ута.   | Гол.   |
| ------ | ------ | ------ |
| 1995   | 2      | 0      |
| 1996   | 1      | 0      |
| 1997   | 0      | 0      |
| 1998   | 0      | 0      |
| 1999   | 8      | 0      |
| Укупно | 11     | 0      |